# Gunnislake (stacja kolejowa)
 Gunnislake - stacja kolejowa w miejscowości Gunnislake na linii Tamar Valley Line. Jest końcową stacją tej linii od r. 1966, kiedy na mocy tzw. Beeching Axe zamknięto odcinek do Callington. 

## Ruch pasażerski
Stacja w Gunnislake obsługuje ok. 52 340 pasażerów rocznie (dane za rok 2021/2022). Stacja obsługuje połączenia z Plymouth.